# إدي لور
إدي لور (بالتاغالوغية: Eddie Laure)‏ مواليد 6 يوليو 1977 في الفلبين، هو لاعب كرة سلة فلبيني سابق. بدأ مسيرته الاحترافية في سنة 1998. مثّل منتخب بلاده. اعتزل اللعب في 2016.

## المسيرة الاحترافية
لعب مع ستار هوتشوتز من سنة 2004 إلى 2006، ثم لعب مع ألاسكا أيسز من سنة 2006 إلى 2008، ثم لعب مع باوريد تايغرز في موسم 2010–2011.